# Gulnora Karimova
Gulnora Islomovna Karimova (uzbek: Гулнора Исломовна Каримова; rus: Гульнара Исламовна Каримова) (Fergana, 8 de juliol de 1972) és una empresària i activista social uzbeka. És filla de Tatiana Karimova i Islom Karimov, president de l'Uzbekistan entre 1989 i 2016. És fundadora de la Fundació Fòrum de Cultura i Arts de Uzbekistan i president de la junta directiva. A més, exerceix de directora d'una sèrie d'organitzacions no governamentals enfocades a aspectes culturals i socials de l'Uzbekistan. Segons els observadors polítics, es considera que anava a ser la successora del seu pare com a president, però, després de 2013, va tenir un conflicte amb el seu progenitor i va començar a perdre ràpidament influència.
Segons la BBC, va ser posada sota arrest domiciliari a Taixkent al novembre de 2014 i, segons informes de notícies de l'Àsia central, es rumorejava que va morir per enverinament el 5 de novembre de 2016. Al desembre de 2016 va ser interrogada per fiscals suïssos sobre acusacions de blanqueig de capitals.
Al desembre de 2017, el Departament del Tresor dels Estats Units va incloure a Karimova a la llista de la Llei Global de Responsabilitat dels Drets Humans de Magnitsky, prohibint efectivament a totes les entitats dels Estats Units a tractar amb Karimova o qualsevol de les seves organitzacions o associats.

## Orígens i educació
Karimova es va graduar de l'Acadèmia de Matemàtiques Juvenils de Taixkent el 1988. Durant el 1987 va ser internada al Comitè Estatal de l'Uzbekistan sobre Estadístiques. De 1989 a 1994 va assistir a la Universitat Estatal de Taixkent, on va obtenir una llicenciatura del Departament d'Economia Internacional. Durant el seu segon any, va treballar com a traductora a la Cambra de Comerç i Indústria de la República de l'Uzbekistan. El 1992, va completar un curs de disseny de joies al Fashion Institute of Technology de Nova York.
Entre 1994 i 1996 va assistir a l'Institut d'Economia de l'Acadèmia de Ciències de l'Uzbekistan, on va realitzar un màster. Durant 1994-1995 va ser professora interina al departament de ciències polítiques de la Universitat d'Economia Mundial i Diplomàcia a Taixkent. Posteriorment va treballar al Ministeri d'Afers Exteriors d'Uzbekistan en el departament d'anàlisi i pronòstic polític, on va ser assignada per escriure informes analítics pel Consell de Seguretat de l'Estat i l'Administració Presidencial.
La següent fase de la seva educació va tenir lloc després d'uns anys de treball a jornada completa. Entre 1998 i 2000 va assistir a la Universitat Harvard, on va obtenir una màster en estudis regionals. Al mateix temps, es va matricular a la Universitat d'Economia i Diplomàcia Mundial (UWED) a Taixkent, on el 2001 va rebre el doctorat en ciències polítiques. Des de 2009, ha ocupat una càtedra de ciències polítiques a la UWED. També posseeix un Batxillerat en Arts en telecomunicacions que va rebre el 2006, de la Universitat de Tecnologies de la Informació de Taixkent.

## Condemna
El 28 de juliol de 2017, l'Oficina del Fiscal General de l'Uzbekistan va emetre un comunicat dient que es trobava detinguda després d'una condemna de 2015 i que enfronta càrrecs addicionals en una investigació en curs, marcant per primera vegada que les autoritats revelin detalls sobre ella. La declaració també deia que era membre d'un grup delictiu organitzat que controlava actius per més de $ 1.3 mil milions en 12 països, incloses propietats a Londres per valor de £ 22.900.000 i hotels a Dubai per valor de $ 67.400.000. També s'al·lega que va adquirir $ 595 milions en actius i va rebre $ 869.300.000 en suborns que es van pagar en comptes corrents a l'estranger.
El 2017 va ser sentenciada a 10 anys de presó per frau i blanqueig de capitals, però això va ser commutat el 2018 per arrest domiciliari de cinc anys. El març de 2019 va ser enviada a presó per presumptament violar els termes del seu arrest domiciliari.